# USS LST-82
O USS LST-82 foi um navio de guerra norte-americano da classe LST que operou durante a Segunda Guerra Mundial.